# Pycnarmon radiata
Pycnarmon radiata là một loài bướm đêm trong họ Crambidae.